# Cécile Bonbon
Cécile Bonbon  est une auteure et illustratrice française, dans les domaines de la communication et de la littérature jeunesse.

## Biographie
Elle a suivi une formation aux Beaux-Arts. Elle a d'abord travaillé dans le graphisme dans le milieu de la communication. Puis, devenue maman, elle commence à illustrer à partir de 1999 pour l'édition jeunesse. Elle a beaucoup travaillé autour du tissu. Elle a utilisé cette technique notamment pour Le Machin, ayant connu un grand succès éditorial.
Plusieurs de ces livres ont été sélectionnés pour le prix des Incos : Le Gros Goûter (27e Prix, Maternelle), Le machin (20e Prix, Maternelle).
Elle collabore à divers magazines et crée des rubriques, notamment dans Julie, Manon, J’apprends à Lire, Petites Mains, Petites histoires pour les tout-petits.
Elle a vécu à Barcelone, Perpignan, et à proximité de Toulouse,,,,.

## Publications

### Auteure et illustratrice
- Petit tour (Éditions du Rouergue 2000)
- Bonbon (Éditions du Rouergue 2000)
- La Bande à Doudou, Milan, 2003
- Cose que te cose (Imaginarium Espagne 2007)
- Ah ! points de suspension, 2008
- Oh ! points de suspension fin 2008
- À la volette ! (2008)
- Mon doudou, c'est la terre (2009)
- Rue Lapuce (2010)
- Lila et Valentin (2010)
- Promenons-nous dans la ferme (2010)
- De la tête aux pieds (2010)
- Une coquille pour Bernard (2011)
- Un chaton à la maison (2011)
- Maths (2013)
- Histoire (2014)
- Français (2014)
- Tapent, tapent petites mains (2016)
- Décos de papier (2017)
- En colo avec les abeilles (2018)
- Qu'est-ce que je suis aujourd'hui ? (2018)
- Dans ma maison (2019)
- Petit (2019)

### Seulement illustratrice
- La Sieste de Kokala. - Une histoire à jouer, illustrée par Cécile Bonbon. - [1] (2005)
- Pépita à la crèche. - une histoire à jouer, illustrée par Cécile Bonbon. - [1] (2006)
- Kokala ne veut pas. - Une histoire à jouer, illustrée par Cécile Bonbon. - [1] (2006)
- Kokala ne veut pas. - Une histoire à jouer, illustrée par Cécile Bonbon. - [1] (2006)
- Le rêve D’Olivette, Hatier, 2007
- Le machin, Didier Jeunesse, 2007, réédité en 2008, 2009, 2011, 2018
- Tu n'as pas de cœur ! Bilboquet, 2008
- Oh ! (2008)
- The thing (2008)
- Il fait froid, Kokola !. - Une histoire à jouer, illustrée par Cécile Bonbon. - [1] (2008)
- À la volette (Didier Jeunesse, 2009)
- An tamm pilhoù (2013)
- Philo (2013)
- Le gros goûter (2014, réédité en 2015)